# 신야쓰시로역
신야쓰시로역(일본어: 新八代駅 신야쓰시로에키[*])은 일본 구마모토현 야쓰시로시에 위치한 규슈 여객철도 소속의 철도역이며, 규슈 신칸센, 가고시마 본선, 히사쓰 오렌지 철도의 정차역이다.
승강장 구조로는 신칸센과 가고시마 본선을 포함한 일반 철도선 모두 2면 2선이다.

## 타는 곳
| 1  | ■ 가고시마 본선 | (하행) | 야쓰시로 방면                     |
| 1  | ■ 히사쓰 선     |        | 히토요시 방면                     |
| 1  | ■ 오렌지 철도선 |        | 미나마타・센다이 방면             |
| 2  | ■ 가고시마 본선 | (상행) | 구마모토 · 다마나 · 오무타 방면   |
| 2  | ■ 오렌지 철도선 |        | 미나마타・센다이 방면             |
| 11 | 규슈 신칸센     | (상행) | 구마모토 · 하카타 · 신오사카 방면 |
| 12 | 규슈 신칸센     | (하행) | 가고시마 중앙방면                 |

## 인접 역
| 규슈 여객철도 규슈 신칸센               | 규슈 여객철도 규슈 신칸센    | 규슈 여객철도 규슈 신칸센      |
| --------------------------------------- | ---------------------------- | ------------------------------ |
| 구마모토 하카타 방면                    | ■ 규슈 신칸센                | 신미나마타 가고시마 중앙 방면  |
| 규슈 여객철도 가고시마 본선             |                              |                                |
| 센초 도스・하카타 방면                  | ■쾌속 구마모토 라이너 ■ 보통 | 야쓰시로 야쓰시로 방면         |
| 히사쓰 오렌지 철도 히사쓰 오렌지 철도선 |                              |                                |
| 시·종착역                               | 보통                         | 야쓰시로 미나마타・센다이 방면 |